# Principen om tilldelade befogenheter
Principen om tilldelade befogenheter innebär att Europeiska unionen får vidta åtgärder endast inom sina befogenhetsområden. Varje befogenhet som inte har tilldelats unionen enligt dess fördrag tillhör medlemsstaterna. Inom vissa områden har unionen exklusiva befogenheter, medan den inom andra områden har delade eller stödjande befogenheter. Varje rättsakt som antas måste ha en giltig rättslig grund i fördragen. Subsidiaritetsprincipen och proportionalitetsprincipen reglerar hur Europeiska unionen och dess institutioner får utöva sina befogenheter.
Principen om tilldelade befogenheter kodifierades genom Maastrichtfördraget, som trädde i kraft den 1 november 1993, men gällde som en allmän princip redan innan dess. Bestämmelserna om principen återfinns i artikel 5 i fördraget om Europeiska unionen:
| ”                                                                                       | Enligt principen om tilldelade befogenheter ska unionen endast handla inom ramen för de befogenheter som medlemsstaterna har tilldelat den i fördragen för att nå de mål som fastställs där. Varje befogenhet som inte har tilldelats unionen i fördragen ska tillhöra medlemsstaterna. | „ |
| – Artikel 5.2 i fördraget om Europeiska unionen efter Lissabonfördragets ikraftträdande | |   |

Principen kan ses som ett uttryck för legalitetsprincipen. En åtgärd som vidtas av unionens institutioner i strid med principen om tilldelade befogenheter kan ogiltigförklaras av EU-domstolen genom en talan om ogiltigförklaring.